# Piano, piano
"Piano, piano" ("Lentamente, lentamente") foi a canção  suíça no Festival Eurovisão da Canção 1985, interpretada em alemão por Mariella Farré e Pino Gasparini.
A canção suíça foi a 15.ªa a ser interpretada em Gotemburgo, a seguir à canção britânica "Love Is …", interpretada por Vikki Watson e antes da canção sueca "Bra vibrationer", interpretada por  Kikki Danielsson. A canção helvética terminou a competição em 12.ª lugar, recebendo um total de 39 pontos.